# Droga krajowa B310 (Austria)
Droga krajowa B310 (Mühlviertler Straße)  - droga krajowa w północnej Austrii. Arteria zaczyna się na północ od Freistadtu na zakończeniu doga ekspresowa S10 i prowadzi w kierunku północnym przez Rainbach im Mühlkreis do dawnego przejścia granicznego z Czechami, gdzie spotyka się z czeską drogą I/3. Trasa stanowi fragment szlaku E55. W przyszłości wzdłuż szosy B310 powstanie nowoczesna droga ekspresowa S10.